# Jeff Faux
Jeff Faux (nacido como Geoffrey Faux, en la ciudad de Nueva York) es el principal fundador del Instituto de Política Económica y fue su primer presidente, de 1986 a 2002. Ahora es Miembro Distinguido del Instituto y también forma parte de su junta directiva.
Faux se educó en la Universidad George Washington y la Universidad de Harvard. Es autor de varios libros, enumerados abajo.
La Guerra de Clases Global fue traducida al español y al árabe. En 2009, el reportero del New York Times, John Harwood, escribió: “'Es probable que la distribución del ingreso y las oportunidades dominen la próxima etapa de la política estadounidense", predijo Jeff Faux en 'La guerra de clases global' en 2006'.Luego , el otoño pasado, la crisis financiera hizo a un lado otras preocupaciones y comenzó a reivindicar la predicción del Sr. Faux”.
Faux también es editor y colaborador de Dissent Magazine y The American Prospect, además de ser miembro de la junta directiva de Campaign for America's Future .
Faux ha recibido varios premios, como el Premio Carnegie Scholar de Carnegie Corporation de Nueva York, el Premio Weinberg de la Universidad Estatal de Wayne, una beca en el Instituto de Política de Harvard y un doctorado honorario de la Universidad de Nueva Inglaterra .

## Libros
- The Servant Economy (Wiley, 2012)
- The Global Class War (Wiley, 2006)
- The Party's Not Over (Basic Books, 1996)
- Reclaiming America (ME Sharpe, 1996) (coautor)
- Rebuilding America (Pantheon, 1984)
- The Star-Sprangled Hustle (Doubleday, 1972)